# Batoporo Timur
Batoporo Timur is een bestuurslaag in het regentschap Sampang van de provincie Oost-Java, Indonesië. Batoporo Timur telt 8609 inwoners (volkstelling 2010).